# Eclissi solare del 5 marzo 1924
L'eclissi solare del 5 marzo 1924 è stato un evento astronomico che ha avuto luogo il suddetto giorno attorno alle ore 15:44 UTC. Tale evento ha avuto luogo nell'Africa meridionale, in parte dell'Antartide ed aree circostanti. L'eclissi del 5 marzo 1924 divenne la prima eclissi solare nel 1924 e la 54ª nel XX secolo. La precedente eclissi solare avvenne il 10 settembre 1923, la seguente il 31 luglio 1924.

## Percorso e visibilità
Questa eclissi solare parziale era visibile nell'Africa meridionale, in circa due terzi dell'Antartide vicino all'Oceano Atlantico, in Georgia del Sud e alle isole Sandwich meridionali.

## Eclissi correlate

### Eclissi solari 1921 - 1924
Questa eclissi è un membro di una serie semestrale. Un'eclissi in una serie semestrale di eclissi solari si ripete approssimativamente ogni 177 giorni e 4 ore (un semestre) in nodi alternati dell'orbita della Luna.